# Correspondente de guerra
Um correspondente de guerra é um jornalista que cobre histórias em primeira mão da  zona de guerra. As suas reportagens são por vezes acompanhadas de fotografia de guerra.

## Notáveis correspondentes de guerra
Alguns deles tornaram-se escritores de ficção levados por suas experiências, incluindo Davis, Crane e Hemingway.
- Kate Adie
- Christiane Amanpour
- Peter Arnett
- Ellis Ashmead-Bartlett
- Robert King Beach cobriu a guerra hispano-americana
- Martin Bell
- Sílio Boccanera
- Mary Marvin Breckinridge
- Wilfred Burchett
- Antonio Callado
- Robert Capa
- André Liohn Fotografo de Guerra brasileiro
- Dickey Chapelle
- Winston Churchill
- Basil Clarke
- Larry Collins
- Stephen Crane
- Richard Harding Davis
- Richard Dimbleby
- John Dos Passos
- Gloria Emerson
- Richard Engel
- Bernard B. Fall
- Carlos Fino
- Robert Fisk
- Martha Gellhorn
- Georgie Anne Geyer
- Louis Grondijs cobriu a Primeira Guerra Mundial na Bélgica em 1914 e na Rússia em 1915, Guerra Civil Russa, Invasão da Manchúria, Guerra Civil Espanhola
- Al Gore
- David Halberstam
- Macdonald Hastings
- Max Hastings
- Michael Hastings
- Ernest Hemingway
- Michael Herr, correspondente no Vietnam que mais tarde escreveu suas memórias "Dispatches"
- Marguerite Higgins, abriu o caminho para a correspondente feminina
- Peggy Hull
- Ryszard Kapuściński
- Helen Kirkpatrick
- Terry Lloyd
- Lara Logan
- Jack London
- Albert Londres
- Anthony Loyd
- Curzio Malaparte
- Anne O'Hare McCormick
- Alan Moorehead
- Edward R. Murrow
- George Orwell
- Arturo Pérez-Reverte, trabalhou para o jornal Pueblo e a TVE espanhola. Cobriu a Guerra da Bósnia entre outras.
- Ferdinando Petruccelli della Gattina
- John Pilger
- Anna Politkovskaya
- Ernie Pyle, correspondente na II Guerra Mundial, Prêmio Pulitzer de 1944
- Dan Rather
- José Hamilton Ribeiro
- Sabrina Tavernise
- Marcos Uchôa
- Joe Rosenthal, recebeu o Prêmio Pulitzer por sua fotografia na II Guerra Mundial  "O Hasteamento da Bandeira em Iwo Jima"
- William Howard Russell
- John Sack
- Morley Safer
- Sydney Schanberg, suas experiências no Cambodja durante a Guerra do Vietnam foram dramatizadas no filme The Killing Fields
- Kurt Schork
- Sigrid Schultz
- Sylvester "Harry" Scovell
- Giuliana Sgrena
- Joel Silveira
- John Simpson
- Kevin Sites
- Benjamin C. Truman
- Evelyn Waugh
- Kate Webb
- Olivier Weber
- Eric Lloyd Williams
- Chester Wilmot
- Jean-Paul Ney
- Pedro Luis ou "Pepe-Louis" : foi correspondente de guerra na Catalunha, no longo período em que a República Catalã lutava pela sua independência. Foi um visionário e vanguardista do jornalismo de guerra, sendo conhecido no meio por ter criado a aproximação de "pé em pé". Apesar do seu tamanho, este jornalista primava pela discrição - raramente era avistado.